# Джон Невілл, 1-й маркіз Монтегю
Джон Невілл (*1431 — †14 квітня 1471) — англійський аристократ, 1-й маркіз Монтегю.

## Життєпис
Походив з могутньої аристократичної родини Невіллів. Син Річарда Невіллі, граф Салісбері, та Аліси Монтегю. Про молоді роки мало відомостей. У 1459 році його робить лицарем у Гринвічі король Генріх. Незважаючи на це у подальшому підтримував свого батька та брата у боротьбі проти Ланкастерів. У битві при Блор Хіт (23 вересня 1459 року) потрапив у полон до Ланкастерів, де провів до 1461 року, коли перемогу здобули Йорки.
У 1462 році від короля Едуарда IV отримування звання кавалера Ордена Підв'язки.
Після цього Джон Невілл брав участь у придушенні спротиву Ланкастерів на півночі Англії, розбивши їх у 1464 році у битвах при Ґегли Мур та Хексґемі. За ці звитяги отримує титул графа Нортумберленда. Втім після замирення роду Персі з королем у 1470 році, вимушений був поступитися титулом. Натомість отримав титул маркіза Монтегю. Незважаючи ні на що, спочатку зберігав вірність Едуардові IV, але згодом у Понтефракті перейшов на бік свого брата — Річарда Воріка — проти короля у 1470 році. Згодом брав участь у битві при Барнеті на боці Ланкастерів, де й загинув.

## Родина
Дружина — Ізабела Інгольдесторп (1441–1476)
Діти:
- Ганна (?—?)
- Ізабела (?—?)
- Єлизавета (?—?)
- Джон (1483)
- Маргарита (?—?)
- Джордж (1457–1483), герцог Бедфорд
- Люсі (?—?)